# Lieke Martens
Pour les articles homonymes, voir Martens.
Lieke Elisabeth Petronella Martens - van Leer, dit Lieke Martens, née le 16 décembre 1992 à Nieuw-Bergen aux Pays-Bas, est une footballeuse internationale néerlandaise qui évolue au poste de milieu de terrain au Paris Saint-Germain.

## Biographie
Lieke Martens commence sa carrière professionnelle au sc Heerenveen et au VVV Venlo avant d'être transférée en 2011 au Standard Fémina de Liège où elle reste une demi-saison. Avec le club liégeois, elle dispute ses deux premiers matchs de Ligue des champions contre le club danois Brøndby IF. Malgré un accord avec le FCR 2001 Duisbourg, elle doit attendre la saison 2012-2013 pour être transférée au club allemand. Ensuite, elle passe au Kopparbergs/Göteborg FC et au FC Rosengård. En 2017, Lieke Martens signe au FC Barcelone avec lequel elle remporte la coupe d'Espagne en 2018. En 2019, elle prolonge son contrat jusqu'en 2022.
Le 8 octobre 2018, la joueuse est nommée parmi les quinze prétendantes au premier Ballon d'or féminin (elle se classe 11e).

## Équipe nationale
Lieke Martens est internationale néerlandaise depuis 2011. Elle participe à l'Euro 2013 et à la Coupe du monde féminine de football 2015 ainsi qu'à l'Euro 2022 féminin qui s'est disputé en Angleterre. Elle remporte l'Euro 2017 à domicile et est élue meilleure joueuse du tournoi.
Deux ans plus tard, elle est finaliste de la Coupe du monde féminine de football 2019, malgré une blessure au gros orteil. Contre le Japon, en huitième de finale, elle inscrit les deux buts victorieux néerlandais, le deuxième sur un penalty controversé accordé après consultation de la VAR,. Lors de la célébration de son but vainqueur de dernière minute contre le Japon, sa coéquipière Jill Roord lui a marché sur le pied et aggravé sa blessure à l'orteil. Martens ne s'est pas entraîné en vue du prochain match de quart de finale des Pays-Bas face à l'Italie. Malgré l'aggravation de sa blessure, elle a débuté la rencontre contre l'Italie et a joué les 90 minutes du match, qui a vu la victoire des Pays-Bas sur le score de 2-0. Lors de la demi-finale opposant les Pays-Bas à la Suède, elle a été titularisée mais a été remplacée en raison de la douleur qu'elle a ressentie à l'orteil dès le début du match. Grâce à un but en prolongations de Jackie Groenen, les Néerlandaises ont atteint leur toute première finale de Coupe du monde féminine contre les États-Unis. Martens s'est entraîné séparément du reste de l'équipe néerlandaise avant la finale, sa titularisation dès le début de la finale allait être une « décision le jour du match », car la sélectionneuse Sarina Wiegman n'était pas particulièrement confiante quant à l'évolution de la blessure de Martens,. Martens a quand même débuté la finale de la Coupe du monde féminine 2019, mais a eu une dure collision en tête-à-tête avec la défenseure américaine Kelley O'Hara qui les a obligées à rester allongées toutes les deux sur le terrain pendant quelques minutes. Martens a continué à jouer jusqu'en deuxième mi-temps, mais après que les Pays-Bas ont concédé deux buts en dix minutes, elle a été remplacée par Jill Roord à la 70e minute. Le score n'a plus évolué et les Néerlandais ont perdu la finale 2-0.
Le 16 juin 2020, Martens a été appelée parmi les 18 joueuses des Pays-Bas retenues aux Jeux olympiques de 2020, le tout premier tournoi olympique féminin des Pays-Bas. Lors du premier match des phases de groupes, Martens a marqué son 50e but en équipe nationale contre la Zambie. Martens en a marqué un autre dans ce match, le résultat final étant Zambie 3-10 Pays-Bas, le match de football féminin le plus prolifique de l'histoire des Jeux olympiques. Dans le troisième et dernier match de la phase de groupes des Pays-Bas, Martens a marqué deux autres buts contre la Chine alors que les Néerlandais se qualifiaient pour les quarts de finale du tournoi. Elles ont affronté leurs rivales de la finale de la Coupe du monde féminine 2019, les États-Unis, une rencontre qui a vu Martens rater un penalty à la 81e minute alors que le score était de 2 buts partout. Cela a représenté le tournant du match, puisque les Néerlandaises ont laissé passer leur chance et ont été éliminées après une séance de tirs au but, le score n'ayant pas évolué en prolongations.
Le 21 mai 2024, Lieke Martens annonce mettre un terme à sa carrière internationale.

### Galerie d'images

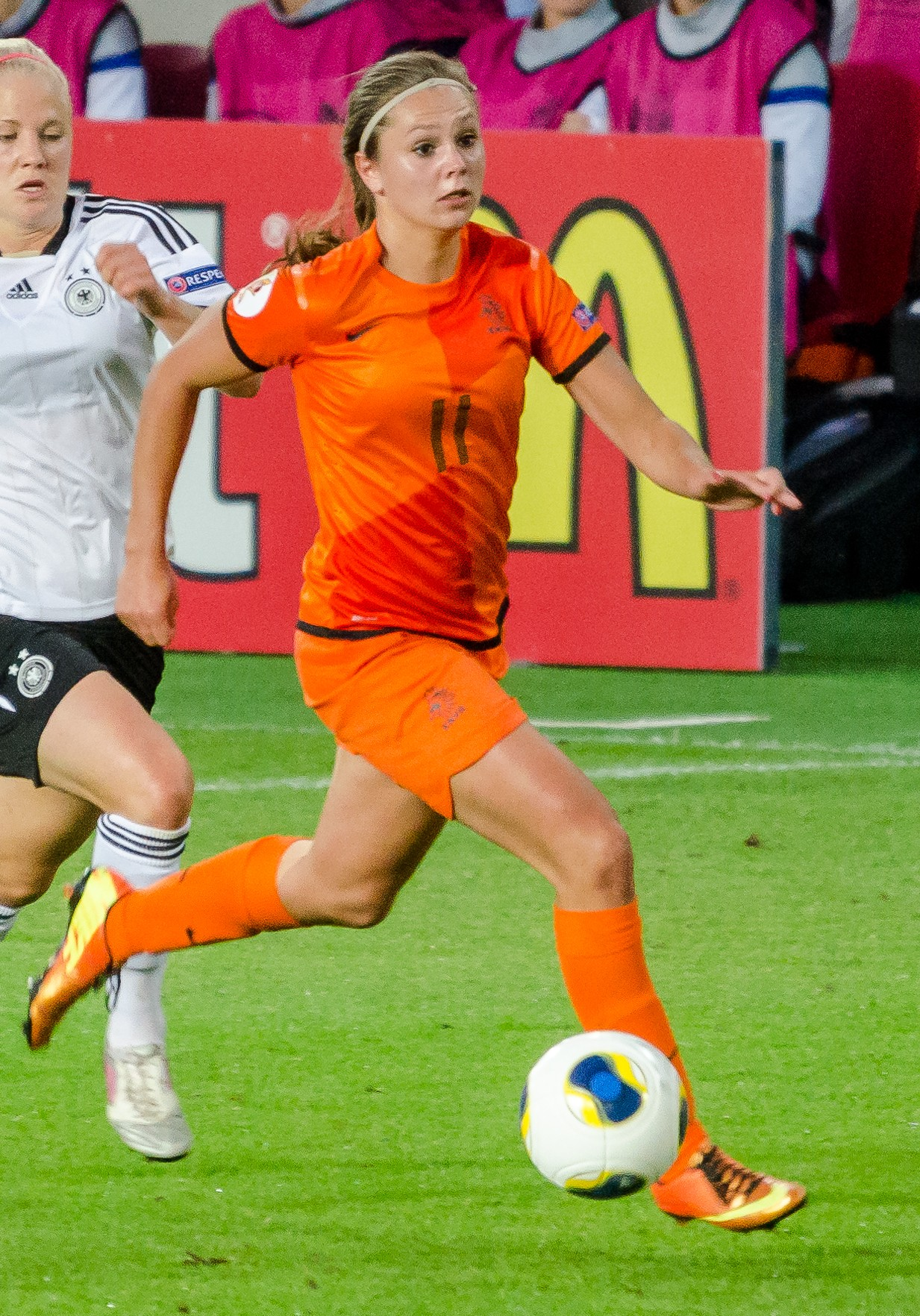
Martens pendant l'Euro 2013
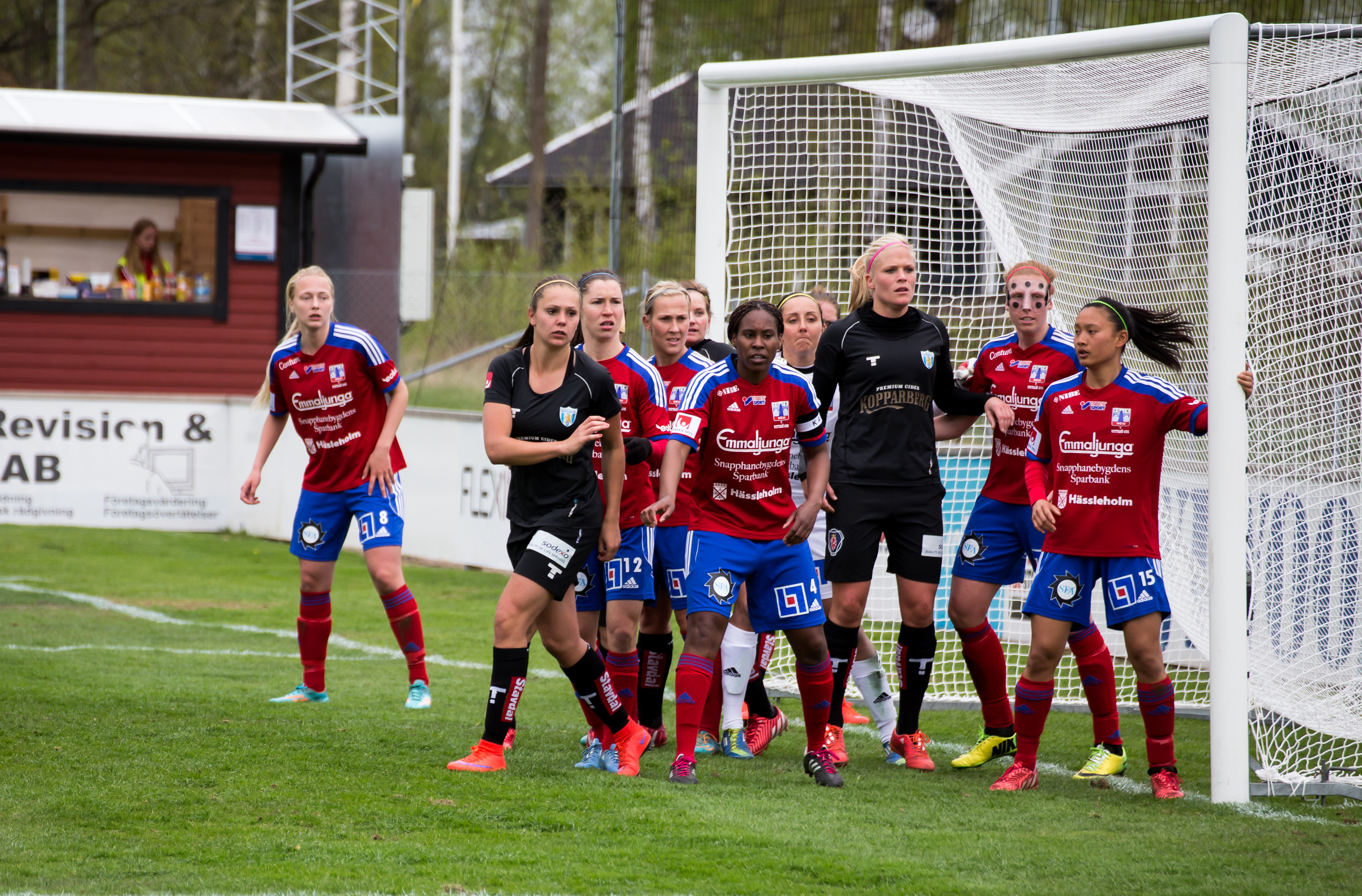
Martens (à gauche) sous le maillot noir de Göteborg (2015)
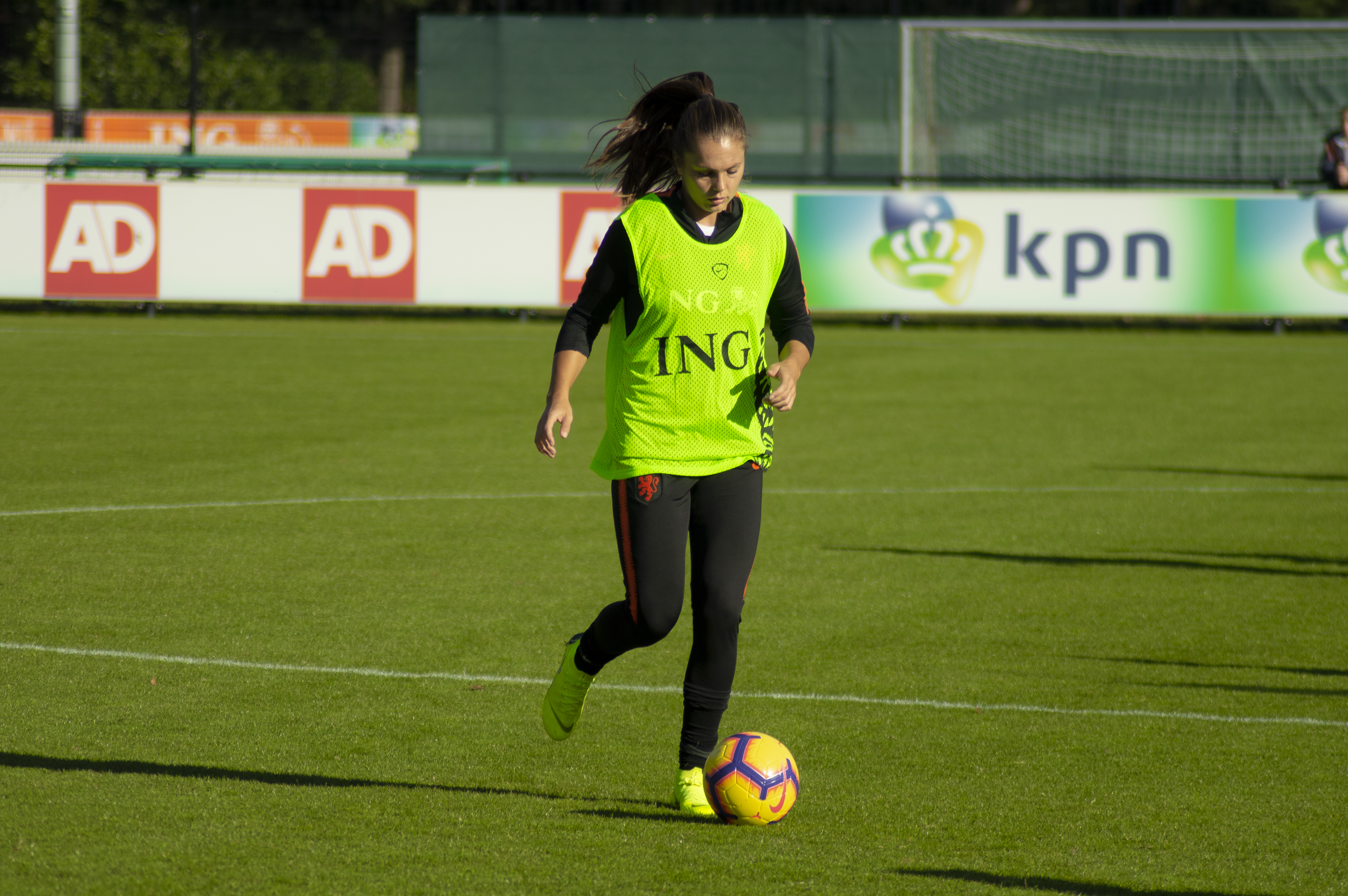
Lieke Martens s'entraînant avec les Pays-Bas le 6 novembre 2018

### En club
| Saison                | Club                    | Championnat           | Championnat | Championnat | Coupe(s) nationale(s) | Coupe(s) nationale(s) | Compétition(s) continentale(s) | Compétition(s) continentale(s) | Compétition(s) continentale(s) | Total | Total |
| Saison                | Club                    | Division              | M.          | B.          | M.                    | B.                    | Comp.                          | M.                             | B.                             | M.    | B.    |
| 2009-2010             | SC Heerenveen           | Eredivisie            | 18          | 2           | 0                     | 0                     | -                              | -                              | -                              | 18    | 2     |
| Sous-total            | Sous-total              | Sous-total            | 18          | 2           | 0                     | 0                     | -                              | -                              | -                              | 18    | 2     |
| 2010-2011             | VVV Venlo               | Eredivisie            | 20          | 9           | -                     | -                     | -                              | -                              | -                              | 20    | 9     |
| Sous-total            | Sous-total              | Sous-total            | 20          | 9           | -                     | -                     | -                              | -                              | -                              | 20    | 9     |
| 2011-2012             | Standard de Liège       | Division 1            | 25          | 17          | 0                     | 0                     | WCL                            | 3                              | 3                              | 28    | 20    |
| Sous-total            | Sous-total              | Sous-total            | 25          | 17          | -                     | -                     | -                              | 3                              | 3                              | 28    | 20    |
| 2012-2013             | FCR 01 Duisbourg        | Frauen Bundesliga     | 20          | 5           | 3                     | 1                     | -                              | -                              | -                              | 23    | 6     |
| 2013-2014             | FCR 01 Duisbourg        | Frauen Bundesliga     | 10          | 2           | 2                     | 3                     | -                              | -                              | -                              | 12    | 5     |
| Sous-total            | Sous-total              | Sous-total            | 30          | 7           | 5                     | 4                     | -                              | -                              | -                              | 35    | 11    |
| 2014                  | Kopparbergs/Göteborg FC | Damallsvenkan         | 19          | 7           | 1                     | 0                     | -                              | -                              | -                              | 20    | 7     |
| 2015                  | Kopparbergs/Göteborg FC | Damallsvenkan         | 18          | 5           | 1                     | 0                     | -                              | -                              | -                              | 19    | 5     |
| Sous-total            | Sous-total              | Sous-total            | 37          | 12          | 2                     | 0                     | -                              | -                              | -                              | 39    | 12    |
| 2016                  | FC Rosengård            | Damallsvenkan         | 18          | 12          | 4+1                   | 2+1                   | WCL                            | 5                              | 0                              | 28    | 15    |
| 2017                  | FC Rosengård            | Damallsvenkan         | 11          | 8           | 3                     | 2                     | WCL                            | 2                              | 0                              | 16    | 10    |
| Sous-total            | Sous-total              | Sous-total            | 29          | 20          | 8                     | 5                     | -                              | 7                              | 0                              | 44    | 25    |
| 2017-2018             | FC Barcelone            | Superliga             | 29          | 11          | 4                     | 1                     | WCL                            | 5                              | 2                              | 38    | 14    |
| 2018-2019             | FC Barcelone            | Superliga             | 23          | 11          | 2                     | 1                     | WCL                            | 6                              | 2                              | 31    | 14    |
| 2019-2020             | FC Barcelone            | Superliga             | 12          | 1           | 1+2                   | 0+1                   | WCL                            | 0                              | 0                              | 15    | 2     |
| Sous-total            | Sous-total              | Sous-total            | 64          | 23          | 9                     | 3                     | -                              | 11                             | 4                              | 84    | 30    |
| Total sur la carrière | Total sur la carrière   | Total sur la carrière | 223         | 90          | 24                    | 12                    | -                              | 21                             | 6                              | 268   | 108   |

## Palmarès

### En équipe nationale
- Finaliste de la Coupe du monde en 2019 avec les Pays-Bas
- Championne d'Europe en 2017 avec les Pays-Bas
- Vainqueur de l'Algarve Cup en 2018 avec les Pays-Bas

### En club
- Standard de Liège
  - BeNe Supercup (1) : 2011
  - Championnat de Belgique (1) : 2012
  - Coupe de Belgique (1) : 2012

- FC Rosengård
  - Coupe de Suède (1) : 2016
  - Supercoupe de Suède (1) : 2016

- FC Barcelone
  - Ligue des Champions (1) : 2021
  - Championnat d'Espagne (3) : 2020, 2021, 2022
  - Coupe d'Espagne (4) : 2018, 2020, 2021, 2022
  - Supercoupe d'Espagne (1) : 2020, 2022
  - Coupe de Catalogne (3) : 2017, 2018, 2019

- Paris Saint-Germain
  - Coupe de France (1) : 2024

## Distinctions personnelles
- 2010 : Meilleure buteuse du championnat d'Europe U19
- 2017 : Meilleure joueuse du tournoi et soulier de bronze (3 buts) du championnat d'Europe
- 2017 : Meilleure joueuse UEFA de l'année et Joueuse mondiale de la FIFA
- 2017 : Nommée dans l'équipe type de la FIFA FIFPro Women's World11.

## Divers
En mai 2019, Lieke Martens sort une autobiographie, co-écrite avec Vincent De Vries.